# Колибри-хаплофедии
Колибри-хаплофедии (лат. Haplophaedia) — род птиц семейства колибри.

## Описание
Длина тела 9—10 см, длина крыла 55—60 мм, масса 5—6 г. клюв прямой черноватый, длина его от 19 до 24 мм. Самцы немного больше самок. Хвост слегка раздвоен. Окраска тела зеленоватая, голова у некоторых подвидов золотисто-бронзовая или с медно-рыжим оттенком. Встречаются в горных тропических и субтропических лесах Панамы, Колумбии и Эквадора на высоте от 900 до 3500 м над уровнем моря. Гнездятся в чашеобразных подвесных гнёздах диаметром 6—10 см и глубиной 3—5 см. Птицы питаются нектаром и являются переносчиками пыльцы различных растений, в том числе Burmeistera из семейства колокольчиковых и Anthurium sanguineum из семейства ароидных. Паразитами являются клещи Rhinoseius haplophaedia Ohmer, Fain & Schuchmann, 1991 из семейства Ascidae.

## Систематика
Родственными родами являются Eriocnemis и Urosticte.
Международный союз орнитологов относит к роду три вида:
- Зелёная хаплофедия, Сверкающий эрион  —  (Haplophaedia aureliae Bourcier & Mulsant, 1846)
  - Haplophaedia aureliae aureliae (Bourcier & Mulsant, 1846) — западный склон Восточной Кордильеры и восточный склон Центральной Кордильеры в Колумбии.
  - Haplophaedia aureliae caucensis (Simon, 1911) — Западная Кордильера в Колумбии.
  - Haplophaedia aureliae cutucuensis BSchuchmann, Weller & Heynen, 2000 — западный склон Восточной Кордильеры в Колумбии.
  - Haplophaedia aureliae floccus (Nelson, 1912) — восток Панамы.
  - Haplophaedia aureliae galindoi (Wetmore, 1967) — восток Панамы и крайний северо-запад Колумбии.
  - Haplophaedia aureliae russata (Gould, 1871) — Эквадор.
- Бледноногий эрион  —  Haplophaedia assimilis (Elliot, 1876) 
  - Haplophaedia assimilis affinis (Taczanowski, 1882) — север Перу.
  - Haplophaedia assimilis assimilis (Elliot, 1876) — юго-восток Перу и северо-запад Боливии.
- Седая хаплофедия, Седой эрион  —  (Haplophaedia lugens Gould, 1851) — юго-восток Колумбии и северо-запад Эквадора.